# AH76
La Asian Higway 76 (AH76) è una strada del nord dell'Afghanistan. Ha origine dalla connessione fra la A76 e la A77, circa 66 km in linea d'aria a nord di Kabul, nei pressi di Jabal-os-Sarāj; termina invece poco lontano da Herat, dove si ricongiunge all'AH77, dopo un percorso totale di 986 km. All'altezza di Andkhoy la strada si biforca: una parte, che prende il nome di AH62, prosegue verso nord, congiungendosi alla Provincia di Lebap, in Turkmenistan, mentre l'altra si dirige verso sud, proseguendo il corso vero e proprio dell'AH76. L'AH76 è composta da 327 km a 2 corsie, mentre i restanti 659 km sono sterrati.